# 潘鹏 (1976年)
潘鹏（1976年—），男，清华大学教授，研究方向为大型复杂结构抗震实验技术和大规模地震响应弹塑性分析方法等。任中华人民共和国教育部2017年度“长江学者”特聘教授。

## 生平
曾先后就读于清华大学、京都大学，后在清华大学任教。